# 펜테우스

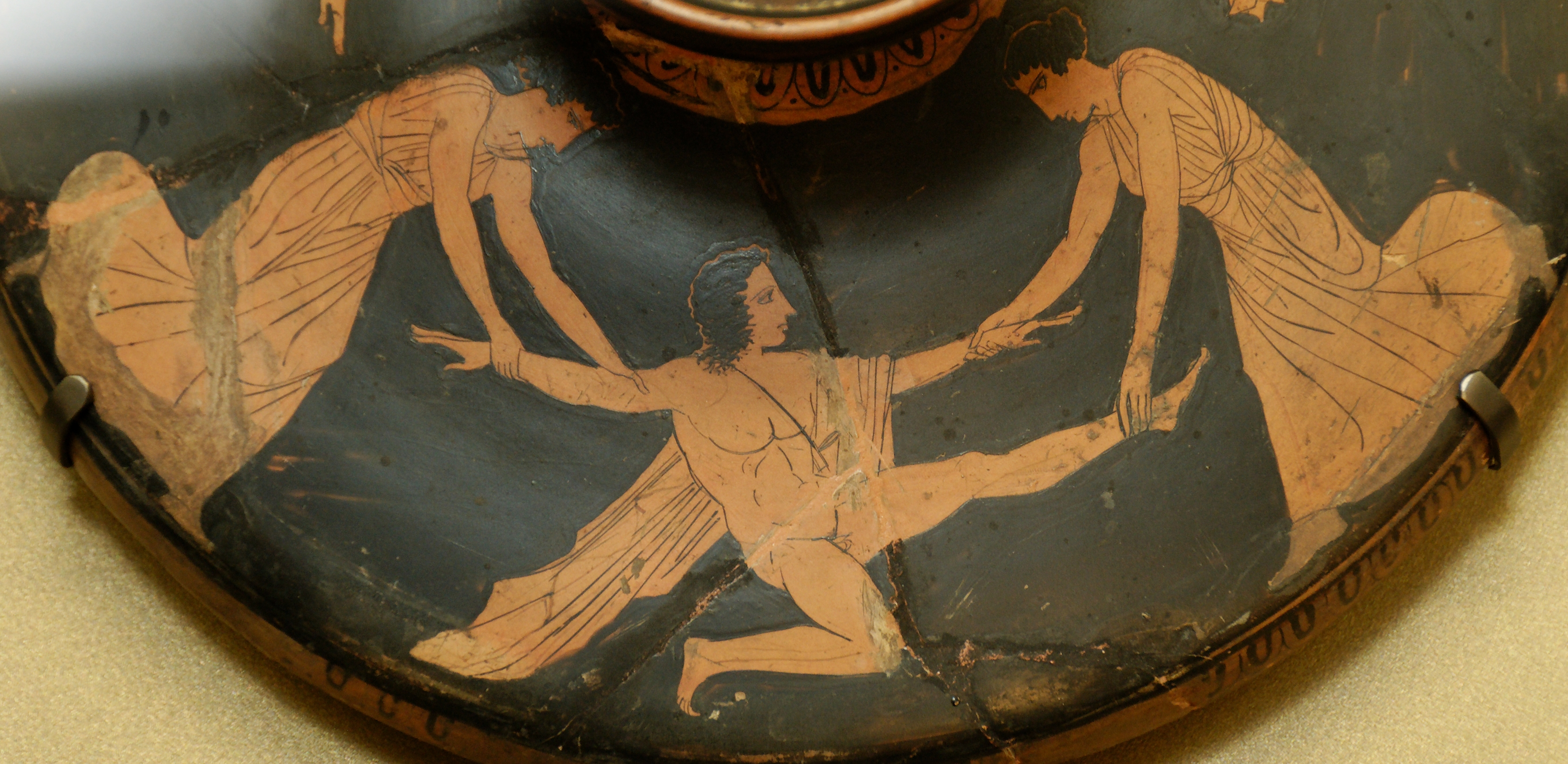
펜테우스 이노와 아가베에 의해 .. lekanis lid, ca. 450-450 BC, 루브르 박물관.

그리스 신화에서 펜테우스(Pentheus)는 테베의 왕이었으며, 에키온과 카드무스의 딸 아가베의 아들이었다.
에우리피데스의 비극 《박카스들》에 나오는 인물로 알려져 있다.

## 전기 소설
테베의 왕 카드무스는 고령으로 인해 그의 외손 펜테우스에게 양위하였다. 카드무스의 아들인 폴리도로스의 뒤를 이었다는 설도 있다.
펜테우스는 이모 세멜레의 아들이기도 한 디오니소스 신의 숭배를 포기하였고, 이모들에게는 의식에 참여하지 못하게 했다. 이에 화가 난 디오니소스는 펜테우스의 어머니인 아가베와 이모인 이노, 그리고 아우토노에 그리고 모든 테베의 여인과 함께 술에 취해 키타에론 산으로 달려가게 하였다. 펜테우스는 디오니소스를 가두었지만, 디오니소스는 신이었기에 결박은 무너지고 옥문은 그를 위해 열렸다.
디오니소스는 그 후 펜테우스를 유혹하여 음주 의식을 정찰하게 하였다. 카드무스의 딸들은 나무 위에 있는 그를 발견하고 야생동물로 생각하였다. 펜테우스는 끌려내려와 고문당하고 테베에서 추방되었다.
'펜테우스'라는 이름은 '슬픔의 사람'이라는 의미로, 비탄의 감정 중에서도 사랑하는 사람의 죽음으로 인한 슬픔을 뜻하는 'πένθος', 'pénthos'에서 기원하여 그의 비극적 운명을 암시하고 있다.

## 참고 문헌
- Euripides. 《The Bacchae》.

| 전임 카드모스 | 테베의 왕 | 후임 폴리도로스 |